# 古賀太一郎
古賀 太一郎（こが たいちろう、1989年10月4日 - ）は、日本の男子プロバレーボール選手。

## 来歴
長崎県佐世保市出身。兄の古賀幸一郎から影響を受けて6歳からバレーボールを始める。
佐世保南高校を経て、国際武道大学に進学。
2012年に幸一郎が所属する豊田合成トレフェルサ（現・ウルフドッグス名古屋）へ入団。同年8月に、第3回アジアカップ大会メンバーに選出され、出場した。2013年、全日本代表登録メンバーに初選出された。
2015年7月、豊田合成はフィンランドの強豪チームであるコッコラ・ティーケリに留学移籍することを発表した。移籍期間は2016年4月30日まで。海外留学移籍は以降も続き、2016/17シーズンはフランスリーグでプレーし、2017年からはポーランドで3シーズンプレーした。
2020年、留学移籍から帰国後、FC東京にコーチ兼選手として移籍した。
2021年12月5日、2021-22 V.LEAGUE DIVISION1 MENの堺ブレイザーズ戦で負傷。左アキレス腱断裂で全治8か月の診断を受けた。
チーム全体移籍となり2022-23シーズンより東京グレートベアーズに在籍。また、同シーズンよりチームのキャプテンに就任した。

## 所属チーム
- 祇園クラブ
- 佐世保市立花園中学校
- 長崎県立佐世保南高等学校
- 国際武道大学
- 豊田合成トレフェルサ（現・ウルフドッグス名古屋）（2012-2020年）
  -  コッコラ・ティーケリ（2015-2016年）
  -  パリ・バレー（2016-2017年）
  -  ヴァルタ・ザビエルチェ（2017-2020年）
- FC東京（2020-2022年）
- 東京グレートベアーズ（2022年-）

## 球歴
- 日本代表 - 2013年、2017-2021年
  - 世界選手権 - 2018年
  - ワールドカップ - 2019年